# Yemen en los Juegos Olímpicos de Pekín 2008
Yemen estuvo representado en los Juegos Olímpicos de Pekín 2008 por cinco deportistas, cuatro hombres y una mujer, que compitieron en cuatro deportes.
El portador de la bandera en la ceremonia de apertura fue el atleta Mohamed Al-Yafaee. El equipo olímpico yemení no obtuvo ninguna medalla en estos Juegos.